# Joal-Fadiouth
Joal-Fadiouth es una localidad de Senegal situada al extremo de la "Petite-Côte", al sureste de Dakar. En realidad son dos localidades: Joal –la más grande–, establecida en el litoral, y Fadiouth –la más visitada–, una isla artificial formada por conchas y unida a Joal por un largo puente de madera.

## Historia
Los orígenes de la localidad son controvertidos.
La llegada de Sereres en esta zona podría explicarse por los avances de los Almorávides, a los que se les forzó en el siglo XI a dejar el valle del río Senegal para venir a ocupar la "Petite-Côte" (pequeña costa) y la región de Siné. 
Joal y Fadiouth podrían también haber sido fundados por Guelwars cuando fueron expulsados por el reino de Gabou. Ambas versiones encuentran fácilmente su justificación si se consideran los nombres patronímicos más extendidos hoy.
El período colonial ve suceder a portugueses, holandeses, franceses e ingleses, y Joal se hace uno de los mostradores más grandes comerciales del oeste de Senegal. El desarrollo del comercio triangular favorece también la penetración cristiana y desde 1636 los misioneros se instalan en la costa. Pero la evangelización encuentra una fuerte resistencia y solo hasta el siglo XIX no comienza a cobrar importancia el cristianismo, particularmente gracias a los franceses. En 1850, una misión es erigida en el pueblo y el primer sacerdote es ordenado en 1885.
También es de señalar en esa época el paso por Joal de El Hadj Oumar Tall, como lo atestigua la mezquita construida en su honor.
Un patrimonio arquitectónico importante recuerda este grandioso pasado, pero la inmensa mayoría de los edificios –incluso el palacio del gobernador– amenazan ruina.

## Geografía

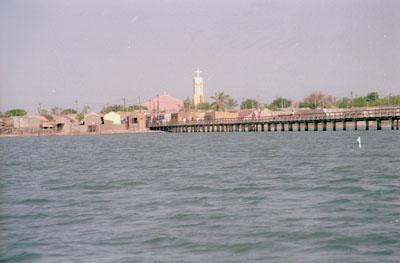
Un largo puente de madera permite acceder a la isla de Fadiouth.

El municipio se extiende a lo largo de la costa, sobre una longitud de 10 km, entre Ngazobil y Palmarin.
Además de estos dos pueblos, las localidades más próximas son Ndianda, Ndiarogne, Fadial, Diakhanor, Palmarin Nguedj, Ngalou Sessene y Ngalou Sam Sam. 
El territorio del municipio ocupa 5035 hectáreas: 5023 Joal y 12 Fadiouth.

### Física geológica
Joal-Fadiouth ocupa una posición intermedia desde el punto de vista del clima y desde el punto de vista de la vegetación, entre el dominio saheliano en el norte y la frondosidad de Casamance en el sur.
Debido a su posición en el estuario, gran parte de la superficie del municipio (3021 hectáreas) está regularmente sumergida bajo la influencia de las mareas.
El clima es de tipo saheliano, con 3 a 4 meses de lluvias de julio a octubre y temperaturas suaves de noviembre a abril. La media máxima no sobrepasa los 29 °C.

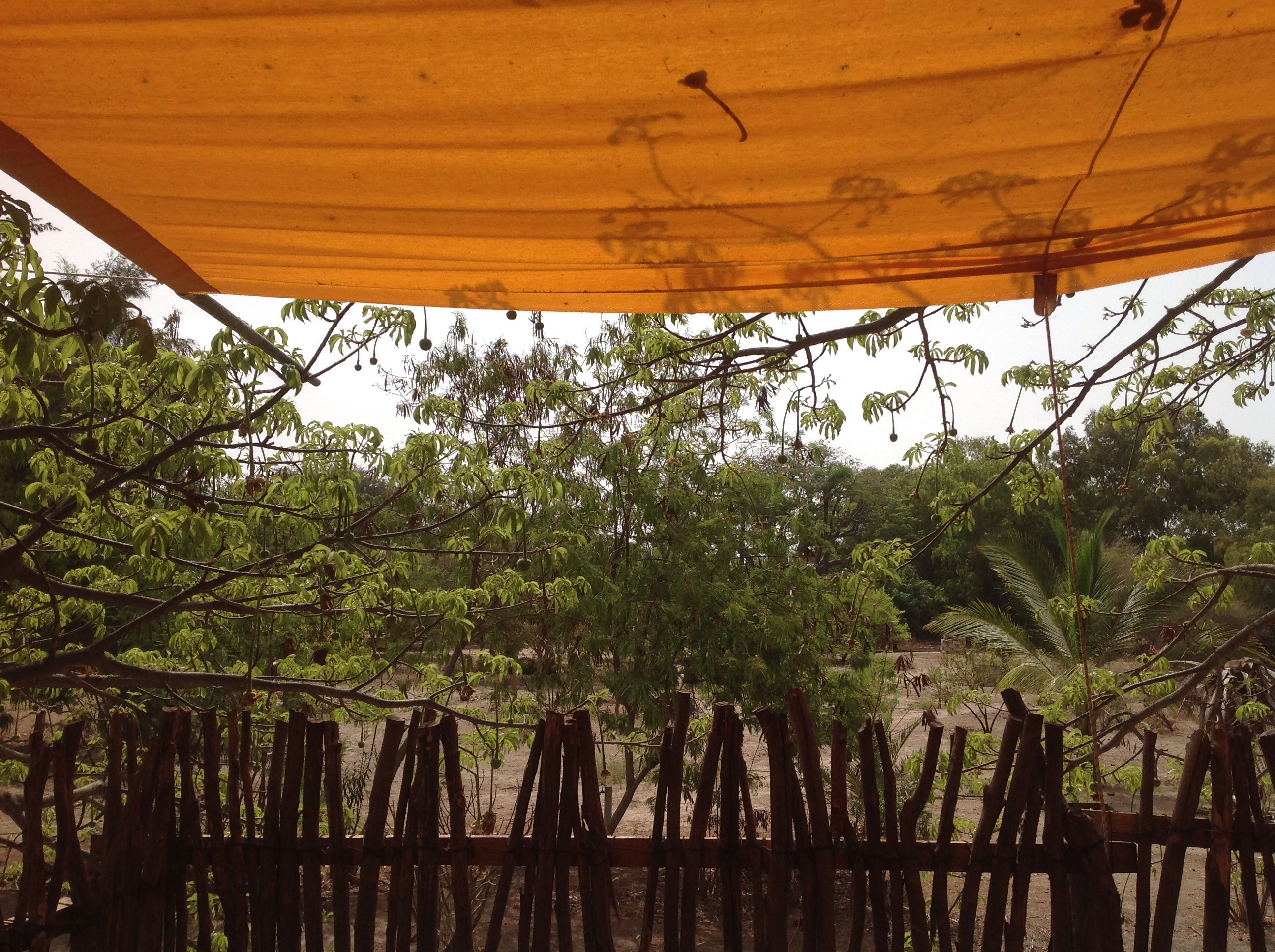
Paisaje natural en una campamento de Palmarín

El estuario limoso ocupado por el manglar verde todo el año, está surcado por bolongs y salpicado por pequeños islotes de conchas, que sirven de santuarios a los Pangols (Fassanda Tinine, Kouta, tec.) y poblado de baobabs y acacias.
Los manglares, la zona de barrizales mareales (tan) y el litoral están poblados por aves marinas (gaviotas, chochas, pelícanos, flamencos rosas); encontramos allí a monos, algunas cigüeñas y hienas.
La fauna marina es muy rica. Al ser el mar poco profundo, las conchas se desarrollan allí muy bien, sobre todo los pagnes Senilia senilis, los peñascos (Murex hoplites), los caracoles (o "yeet" en wolof) (Cymbium spp.), los mejillones y las ostras.
Las raíces de mangle constituyen un verdadero criadero y los caños costeros (bolong) viveros naturales para muchos peces, cefalópodos y crustáceos.

### Población

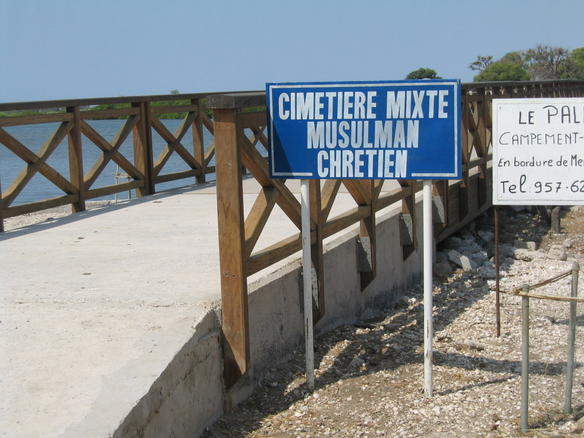
El cementerio mixto de Fadiouth.

En el censo de población de 2002, ascendía a 32 991 habitantes.
En 2007, según las estimaciones oficiales, Joal-Fadiouth contará con 39 078 personas, entre las que estarían más de tres cuartas partes en Joal.
La población principalmente es de origen serer.
En un país mayoritariamente musulmán, es importante apreciar que en la isla de Fadiouth el 90 % de los habitantes son cristianos.

### Economía
Las principales actividades desarrolladas en la comunidad son la pesca y el turismo:
- Con 10 km de litoral, Joal cuenta con un muelle artesanal y dos fumeries (zonas de transformación del pescado) que ocupan a gran parte de la población. Por un lado los hombres salen a pescar en los cayucos mientras las mujeres se ocupan en la transformación del pescado. Aunque debido al agotamiento de los bancos de pesca, explotados por otros países (entre ellos España), el paro en la actividad pesquera está aumentando tanto en hombres como en mujeres y es uno de los factores que favorecen la inmigración en todo Senegal.

- Otra de las fuentes económicas de Joal es el turismo, cuyo objetivo principal es la isla de Fadiouth, asentada sobre aportaciones de conchas en el estuario del manglar del río Saloum. Se accede atravesando un largo puente de madera, y está comunicada con otra pequeña isla, en donde se asienta el cementerio compartido por musulmanes y cristianos.

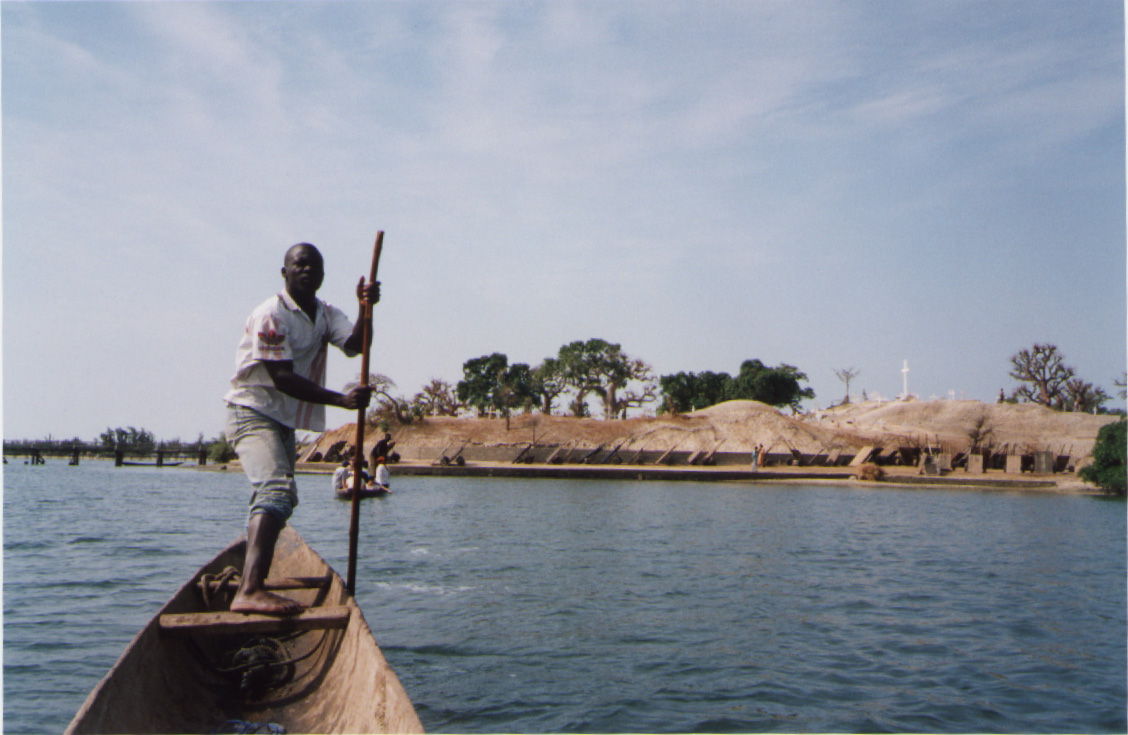
Piragüero. Al fondo, construcciones palafíticas.

## Personalidades ligadas al municipio
- En Joal nació el poeta Léopold Sédar Senghor apóstol de la negritud y el primer presidente de la República de Senegal. De niño, frecuentó la misión católica antes de ser enviado a Ngazobil. Podemos visitar su casa familiar que lleva el nombre de Mbind Diogoye ("casa del león" en serer).

- Yékini, el campeón de lucha senegalesa, también nació en Joal.

- Aquí reposa el primer misionero francés muerto en Senegal, venido para enseñar el cristianismo. Fue enterrado al punto culminante del cementerio de Fadiouth, por todos lados tumbas de conchas, plantadas por una cruz blanca. Anotemos que Fadiouth está habitado por una mayoría de cristianos, y tiene la particularidad de tener un cementerio mixto cristiano y musulmán.

- En el año 2000, el escritor Kama Sywor Kamanda es nombrado ciudadano de honor de la ciudad de Joal-Fadiouth.

## Hermanamientos y colaboraciones
- Nogent-sur-Seine (Francia), desde 1987.
- Vénissieux (Francia).
- Granby (Quebec, Canadá), desde 1979.
- Birkama (Gambia).
- Baker (Luisiana, Estados Unidos).
- Fuenlabrada (Madrid, España).